# Philipp Held
Philipp Held (ur. 2 maja 1942 w Wormacji, zm. w kwietniu 1962 w Berlinie) – ofiara śmiertelna Muru Berlińskiego zmarła wskutek utonięcia w Sprewie podczas próby ucieczki na granicy dzielnic Friedrichshain i Kreuzberg.

## Życiorys
Philipp Held dorastał w Wormacji wychowując się w domu rodziców. Ojciec zmarł w 1955 r. na skutek wypadku samochodowego. Po ukończeniu szkoły Held uczył się zawodu elektryka oraz rozpoczął studia. W wieku 19 lat poznał 16-letnią Bärbel W., która przyjechała wraz z matką w 1956 r. z NRD. Z powodu dziewczyny doszło niebawem pomiędzy Heldem a jego matką do poważnego konfliktu, wskutek czego dwójka młodych ludzi postanowiła wyjechać do NRD. Po przybyciu tam we wrześniu 1961 r. para osiedliła się w Eberswalde, gdzie mieszkał również ojciec Bärbel.
Po krótkim pobycie w NRD młoda para zaczęła dostrzegać negatywne aspekty swojej decyzji, przez co rozpoczęła starania o zezwolenie na wyjazd. Jako że w 1962 r. wprowadzony został powszechny obowiązek służby wojskowej, Held stanął także w obliczu rychłego powołania do NVA. W swoim ostatnim liście do matki zwierzył się ze swoich planów ucieczki, o której wiedziała również Bärbel W. 8 kwietnia 1962 r. Philipp Held niespodziewanie zniknął.
Jego zwłoki zostały znalezione przez żołnierzy wojsk granicznych 22 kwietnia 1962 r. około godziny 18:00 w pobliżu mostu Schillingbrücke. Przy denacie znaleziono również owinięte w plastikowy worek dokumenty osobiste, co posłużyło jako dowód nieudanej próby ucieczki. W trakcie sekcji zwłok ustalono, iż Held prawdopodobnie utonął chcąc się dostać do Berlina Zachodniego przepływając przez port Osthafen. Badania wykazały także, iż śmierć nastąpiła około 10 dni przed znalezieniem ciała.
Prokuratura państwowa w Berlinie Wschodnim powiadomiła matkę Helda o jego śmierci wiele dni później, podobnie jak o fakcie kremacji zwłok. W związku z niewiarygodnie brzmiącą informacją, ta zwróciła się do zachodnioniemieckich mediów. 5 maja 1962 r. w jednym z artykułów gazety Bild napisano: „nie ma chyba żadnych wątpliwości co do tego, że Philipp Held „został zamordowany przez pograniczników Ulbrichta.””, w całej RFN zaś krążyła pogłoska, iż Held został zastrzelony. Po zjednoczeniu Niemiec zbadano sprawę na nowo, jako że nie znaleziono jednak jakichkolwiek przemawiających za tym przesłanek, ostatecznie przyjęto wersję o nieszczęśliwym wypadku.
Pamięci Philippa Helda poświęcono jeden z tzw. białych krzyży przy budynku Reichstagu.